# Wahnesia kirbyi
Wahnesia kirbyi là loài chuồn chuồn trong họ Argiolestidae. Loài này được Förster mô tả khoa học đầu tiên năm 1900.